# Eurytaphria
Eurytaphria is een geslacht van vlinders van de familie spanners (Geometridae), uit de onderfamilie Ennominae.

## Soorten
- E. bisinuata Hampson, 1895
- E. chlorochroa Meyrick, 1897
- E. pachyceras Hampson, 1876
- E. pallidula Warren, 1896
- E. puratilineata Hampson, 1895
- E. undilineata Warren, 1897
- E. viridulata Warren, 1897
- E. xanthoperata Hampson, 1896